# 庾持
庾 持（ゆ じ、508年 - 569年）は、南朝梁から陳にかけての文人・官僚。字は允徳、または元徳。本貫は潁川郡鄢陵県。子は庾自直。

## 経歴
梁の長城県令の庾沙弥の子として生まれた。幼くして父を失い、学問を好んで書記を得意とした。異体字の作成を好んで、文士に非難されることが多かった。梁の南平王左常侍を初任とし、軽車河東王府行参軍に転じ、尚書郎を兼ねた。まもなく正式に尚書郎となった。安吉県令として出向し、鎮東邵陵王府限外記室に転じ、建康県令を兼ねた。旧友の陳蒨が呉興郡太守となると、庾持はその下で呉興郡丞となり、郡の文書をつかさどった。陳蒨が張彪を打倒して会稽に駐屯すると、庾持は監臨海郡をつとめた。郡での収奪がひどく民情が悪化して、反乱軍に100日ほど身柄を拘束された。陳蒨が劉澄を派遣して臨海郡の乱を鎮圧すると、庾持は解放された。
永定元年（557年）、陳が建国されると、安東臨川王府諮議参軍に任じられた。天嘉元年（560年）、尚書左丞に転じた。即位前の文帝（陳蒨）に仕えた旧功により崇徳県子に封じられた。封を受けるその日、収賄の罪で免官された。まもなく宣恵始興王府諮議参軍となった。臨安県令に任じられたが、無辜の県民を杖で撲殺した罪で封を除かれた。召還されて給事黄門侍郎となった。稜威将軍・塩官県令に任じられた。光大元年（567年）、秘書監に転じ、知国史事をつとめた。さらに少府卿となり、羽林監を兼ねた。太中大夫に転じ、歩兵校尉を兼ねた。
太建元年（569年）、死去した。享年は62。光禄大夫の位を追贈された。『文集』10巻があった。

## 伝記資料
- 『陳書』巻34 列伝第28
- 『南史』巻73 列伝第63